# 伊皮亞萊斯

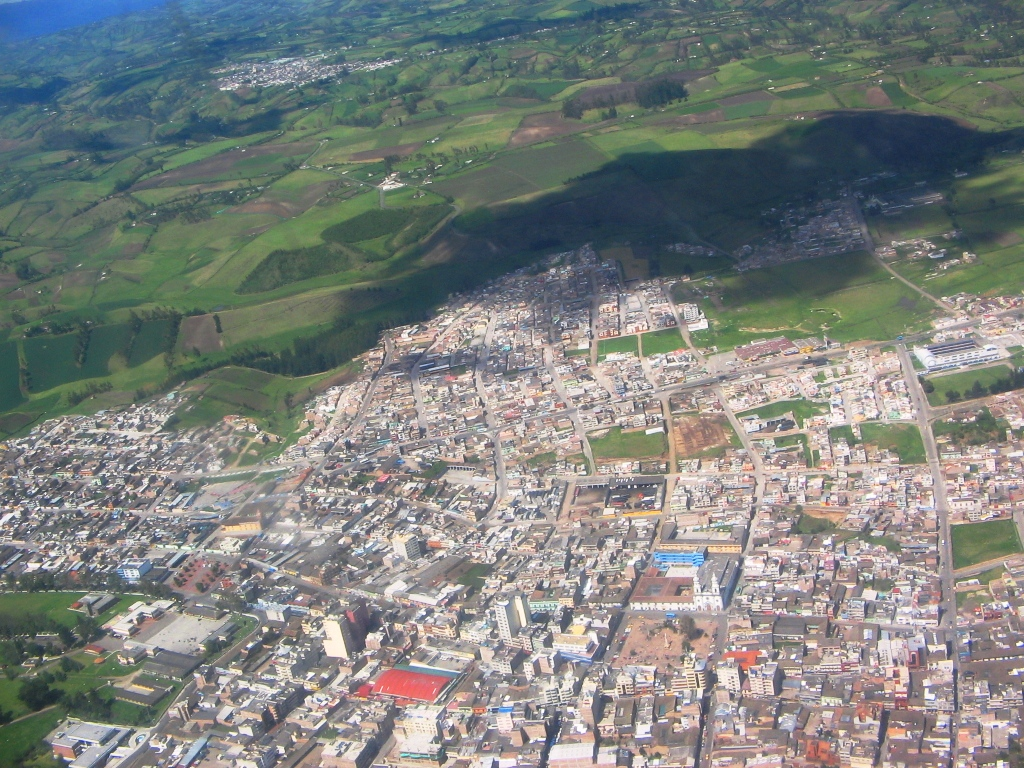

伊皮亞萊斯是哥倫比亞的城市，位於該國西部，由納里尼奧省負責管轄，距離與厄瓜多爾接壤的邊境，面積1,707平方公里，海拔高度2,898米，每年平均降雨量871毫米，2010人口約109,000。